# メアリー・E・ピーターズ
メアリー・E・ピーターズ（Mary E. Peters、1948年12月4日 - ）は、アメリカ合衆国の政治家である。2006年から2009年まで、ジョージ・W・ブッシュ政権において第15代運輸長官を務めた。女性の運輸長官は、エリザベス・ドールに次いで2人目だった。

## 若年期と教育
ピーターズは1948年12月4日にアリゾナ州ピオリアで生まれ、アリゾナ州フェニックスで育った。ピーターズが6歳のときに両親が離婚し、メアリーと3人の兄妹は父親により育てられた。
ピーターズはフェニックス大学で経営学と管理学の学士号を取得し、ハーバード大学ジョン・F・ケネディ行政大学院の3週間のセミナーに参加した。

## キャリア
1985年にアリゾナ州運輸局に入局し、1998年にジェーン・ディー・ハル州知事により局長に任命された。
2001年、ジョージ・W・ブッシュ大統領により連邦高速道路局長に任命され、2005年まで務めた。
2005年、翌年のアリゾナ州知事選にピーターズが出馬するという噂が流れた。当時ピーターズはバージニア州に住んでおり、バージニア州で選挙人登録もしていた。それにもかかわらず、ピーターズは、自分には立候補の資格があり、有力な候補者になると信じていると述べており、立候補の資格に関する質問はしないように求めた。2010年の知事選のときも同様の噂が流れたが、出馬はせず、元州司法長官グラント・ウッズとともに現職のジャン・ブリュワーの選挙戦の共同議長を務めた。

### 運輸長官

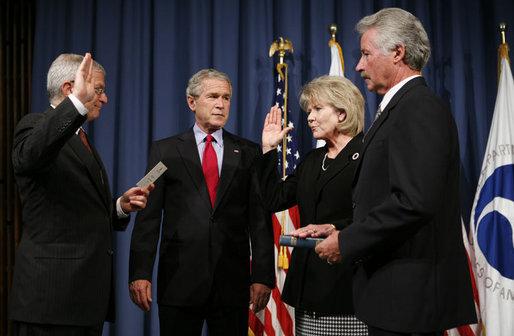
大統領首席補佐官ジョシュア・ボルテンに対して運輸長官の就任宣誓を行うピーターズ（2006年10月17日）

2006年9月5日、ジョージ・W・ブッシュ大統領はノーマン・ミネタの後任の運輸長官にピーターズを指名した。9月29日に連邦上院で承認され、10月17日に就任した。2006年、ブッシュ大統領はピーターズを全米陸上運輸政策・歳入調査委員会の共同副委員長に任命した。2009年1月20日、バラク・オバマの大統領就任に伴い運輸長官を辞任した。同年1月22日、後任のレイモンド・ラフッドが運輸長官に就任した。

#### 政策
ピーターズは、国道や州間高速道路を民間企業にリースし、その貸借料を新しい高速道路を建設するための資金に充てることを提唱した。ピーターズはインタビューで、大幅な変更を加えなければ国道システムは10年以内に資金不足に陥るが、増税するよりも、民間企業に有料道路を貸与して貸借料で不足分を補うべきだと述べた。
また、ピーターズは国境開放を推進したが、この政策は労働組合から反発された。
2008年9月5日、ピーターズは記者会見を開き、連邦燃料税の徴収額が減少しているため、各州に支給される連邦道路信託基金の額が削減されると報告した。
ピーターズの任期中に、犬、猫、ミニチュアホース、豚、猿を民間航空会社の機内に持ち込むことができるという規則が成立した。

## 私生活
17歳の時に海兵隊員のテリー・ピーターズ(Terry Peters)と結婚し、3人の子供をもうけた。2013年、テリーは7歳の少女に性的虐待を加えたとして有罪判決を受け、14年の禁固刑を言い渡された。